# Refuge faunique national des Yukon Flats
Le refuge faunique national des Yukon Flats (anglais : Yukon Flats National Wildlife Refuge) est une aire humide protégée, au nord de l'Alaska aux États-Unis. Elle mesure 34 000 kilomètres carrés (soit plus vaste que la Belgique) et englobe la plus grande partie des Yukon Flats, au confluent du fleuve Yukon de la rivière Porcupine et de la rivière Chandalar. Le refuge est une importante zone de nidification des oiseaux aquatiques sauvages.

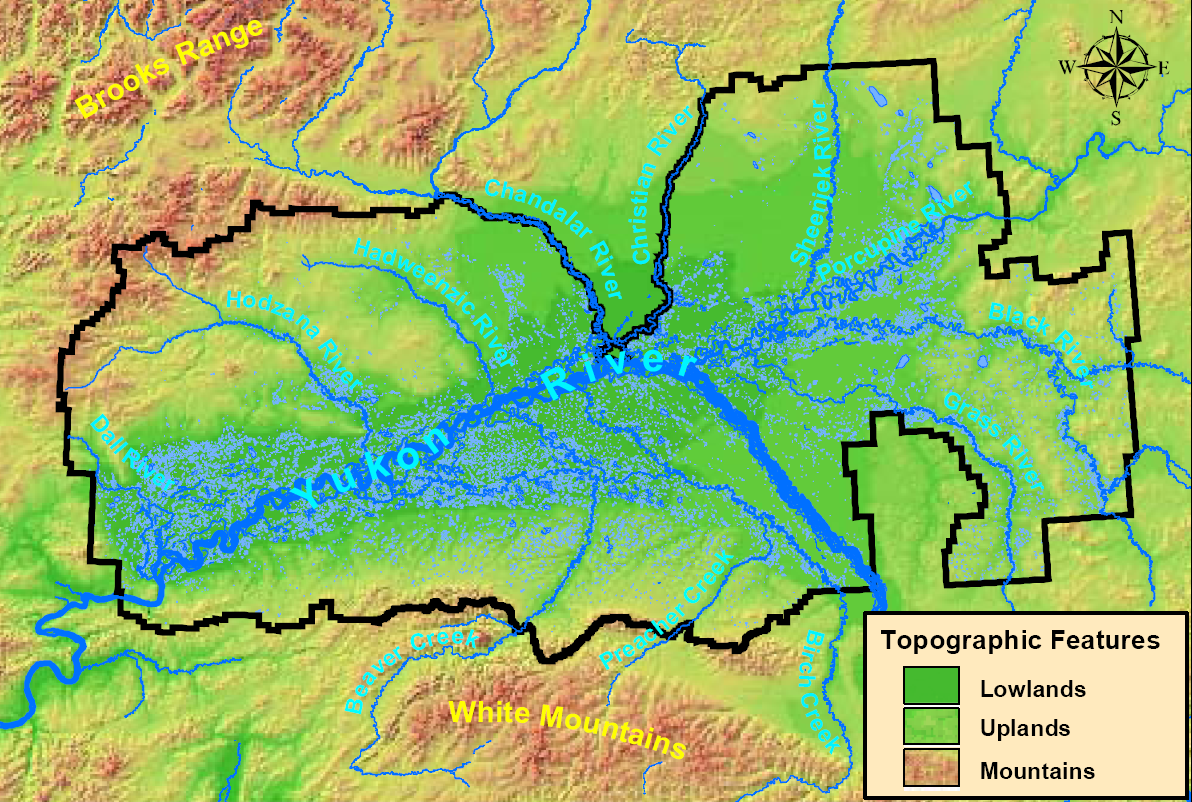
Yukon Flats National Wildlife Refuge - Localisation

Il a été établi comme zone protégée en 1980 et est le troisième refuge naturel des États-Unis par sa surface, même s'il ne représente que la moitié de l'Arctic National Wildlife Refuge au nord, ou du Yukon Delta National Wildlife Refuge, à l'ouest.
Le refuge est administré par des bureaux qui se trouvent à Fairbanks.

## Lieux
Située au centre de l'Alaska, elle est composée de zones humides et de forêts autour du fleuve Yukon et de la rivière Porcupine. En plus des méandres des fleuves, on y compte près de 40 000 lacs et étangs.

## Faune
Ce refuge abrite des espèces d'oiseaux et de mammifères telles que le renard arctique, l'orignal, le pygargue à tête blanche, l'ours noir, le loup d'Alaska, le porc-épic, quatre espèces de faucons, la loutre de rivière, l'aigle royal, le renard roux, le mouflon de Dall, le rat musqué, le coyote, des hiboux, le lynx, le castor, le caribou, le vison, le glouton et l’ours brun.

## Galerie

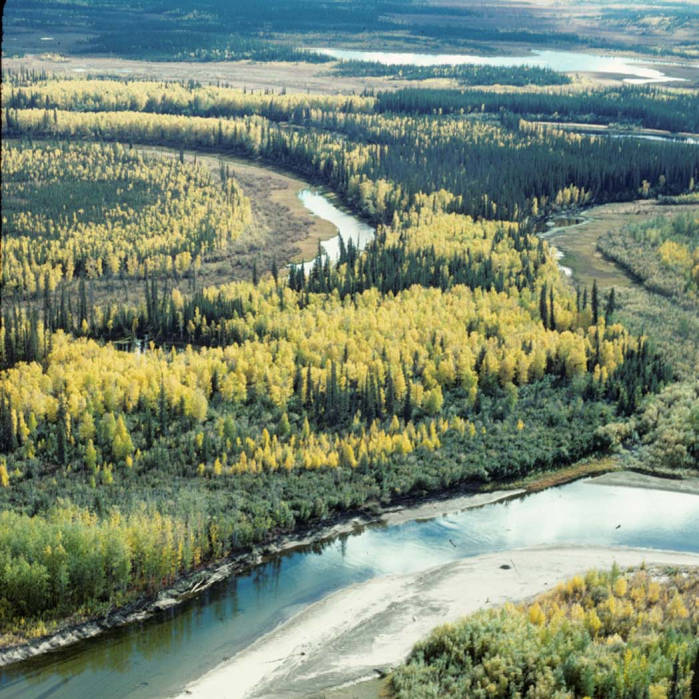
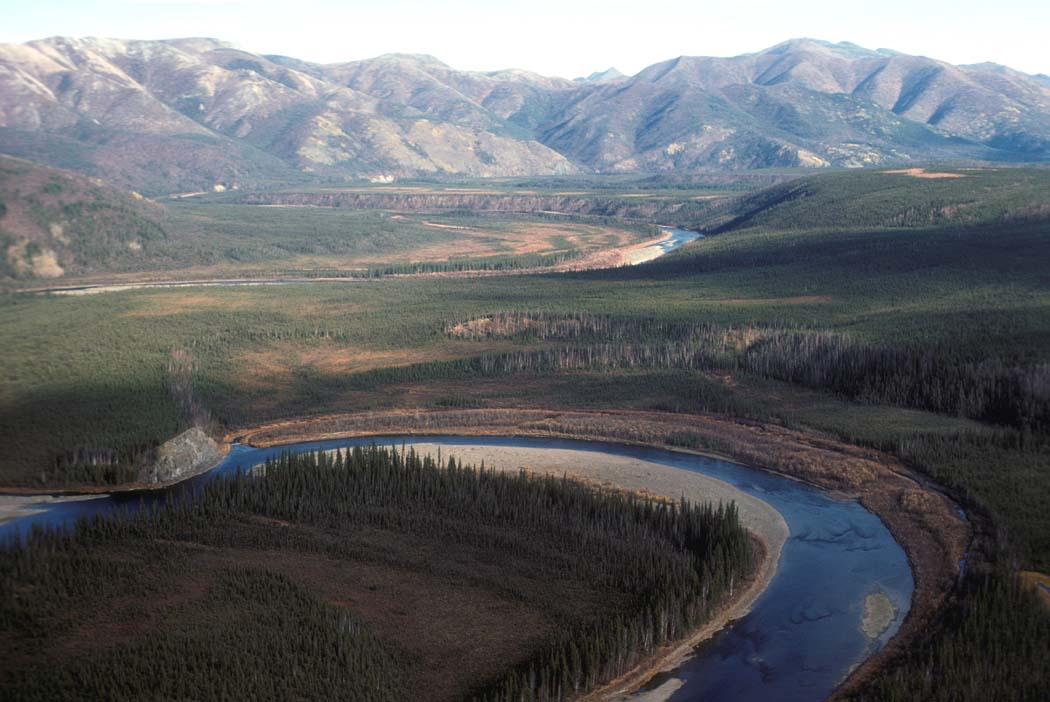
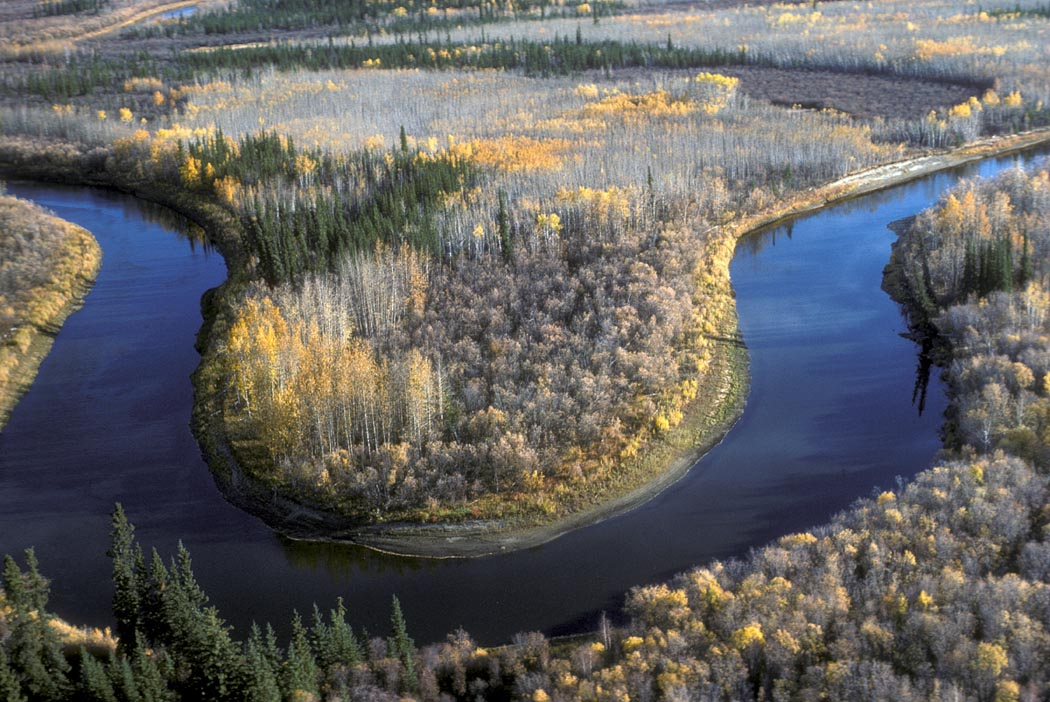
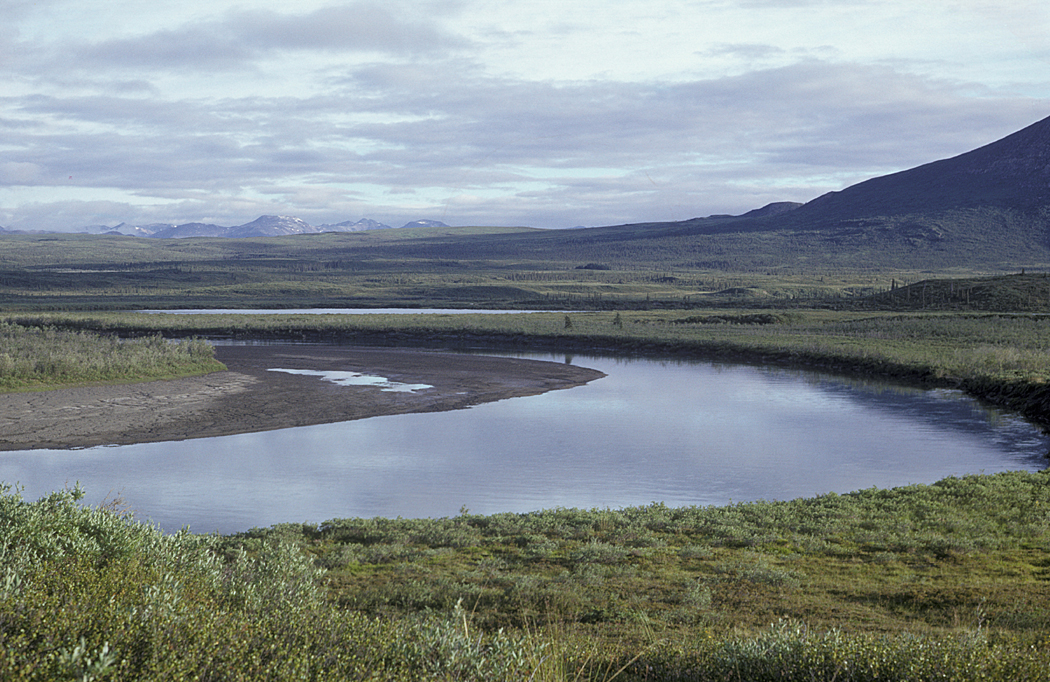